# Svartsjön (Tiveds socken, Västergötland, 651732-143412)
Svartsjön är en sjö i Laxå kommun i Västergötland och ingår i Motala ströms huvudavrinningsområde.